# Tramwaje w Davenport
Tramwaje w Davenport − zlikwidowany system komunikacji tramwajowej w Davenport w Stanach Zjednoczonych, działający w latach 1869−1940.

## Historia
Pierwsze tramwaje w Davenport uruchomiono 1 marca 1869, były to tramwaje konne. Linia tramwajowa o długości 5 km połączyła centrum z zachodnią częścią miasta. Operatorem tej linii była spółka Davenport City Railway. W 1870 otwarto drugi system tramwajów konnych w Davenport, a w 1887 otwarto trzeci. Każdy system zarządzany był przez innego operatora. Wcześniej, bo w 1878, otwarto jedną linię tramwaju parowego w Brady Street. Na tej linii pomimo protestów mieszkańców tramwaje parowe kursowały do czasu elektryfikacji trasy. 17 sierpnia 1888 uruchomiono tramwaje elektryczne. 20 listopada 1904 otwarto podmiejską linię tramwajową z Davenport do Clinton. Operatorem tej linii była spółka Clinton, Davenport & Muscatine Railway Company. 1 sierpnia 1912 otwarto kolejną linię należącą do tej spółki, linia ta połączyła Davenport z Muscatine. 11 sierpnia 1938 zlikwidowano linię do Muscatine, a 31 marca 1940 do Clinton. Ostatecznie tramwaje w Davenport zlikwidowano 15 kwietnia 1940. 